# Tetradiclidaceae
Classification APG II (2003)
Famille
Classification APG III (2009)
La famille des Tetradiclidacées est une famille de plantes dicotylédones qui comprend environ 5 espèces du genre Tetradiclis.
Ce sont des plantes herbacées, glabres à feuilles oblancéolées, obtuses, opposées à la base et alternes dans la partie supérieure, originaires du Moyen-Orient.

En classification classique de Cronquist (1981) et en classification phylogénétique APG (1998), cette famille n'existe pas.
En classification phylogénétique APG II (2003) cette famille est optionnelle; ces plantes aussi peuvent être assignées aux Nitrariacées.
En classification phylogénétique APG III (2009) cette famille est invalide ; le genre Tetradiclis est incorporé dans la famille Nitrariaceae.